# 川口市立木曽呂小学校
川口市立木曽呂小学校（かわぐちしりつ きぞろしょうがっこう）は、埼玉県川口市木曽呂にある公立小学校。

## 沿革
- 1996年4月1日 - 川口市立差間小学校、川口市立神根小学校を分離し、川口市立木曽呂小学校として開校。
- 1996年11月12日 - 校歌、校章制定[1]

## 教育目標
- 進んで学ぶ
- 豊の心
- たくましい体

- 「主体的に学習し、感性豊かな心を持ち、心身ともに調和のとれたたくましい児童の育成」[2]
- 地域に根ざした教育の推進
- 共創・共感・共生の創造

## 通学区域
- 石神 - 一部
- 木曽呂 - 一部
- 源左衛門新田 - 一部
- 東内野 - 全域
- 神戸 - 一部[3]